# مقاطعة كينبيك (مين)
مقاطعة كينبيك هي مقاطعة في مين، بلغ عدد سكانها 122٬151  نسمة، في 2010، عاصمتها أوغوستا، مين، تبلغ مساحتها 10٬607 كيلومتر مربع.

## الموقع
تشترك في الحدود مع:
- مقاطعة سومرست (مين)
- مقاطعة فرانكلين (مين)
- مقاطعة أندروسكوجين (مين)
- مقاطعة ساغداوك (مين)
- مقاطعة والدو (مين)
- مقاطعة لينكولن (مين).

## التقسيمات الإدارية
- Albion, Maine [الإنجليزية]‏
- أوغوستا، مين
- بيلغرايد
- Benton, Maine [الإنجليزية]‏
- تشيلسي
- تشاينا
- كلينتون
- فارمينغديل
- فايت
- غاردينر
- هلوويل
- ليتشفيلد
- مانتشستر
- مونموث
- مونت فيرنون
- أوكلاند
- Pittston, Maine [الإنجليزية]‏
- Randolph, Maine [الإنجليزية]‏
- Readfield, Maine [الإنجليزية]‏
- Rome, Maine [الإنجليزية]‏
- Sidney, Maine [الإنجليزية]‏
- Unity, Kennebec County, Maine [الإنجليزية]‏
- Vassalboro, Maine [الإنجليزية]‏
- Vienna, Maine [الإنجليزية]‏
- ووترفيل
- Wayne, Maine [الإنجليزية]‏
- West Gardiner, Maine [الإنجليزية]‏
- Windsor, Maine [الإنجليزية]‏
- Winslow, Maine [الإنجليزية]‏
- Winthrop, Maine [الإنجليزية]‏.

## أعلام
- ميلتون برادلي
- شون سورينسن
- بنجامين وايت نوريس